# Beere

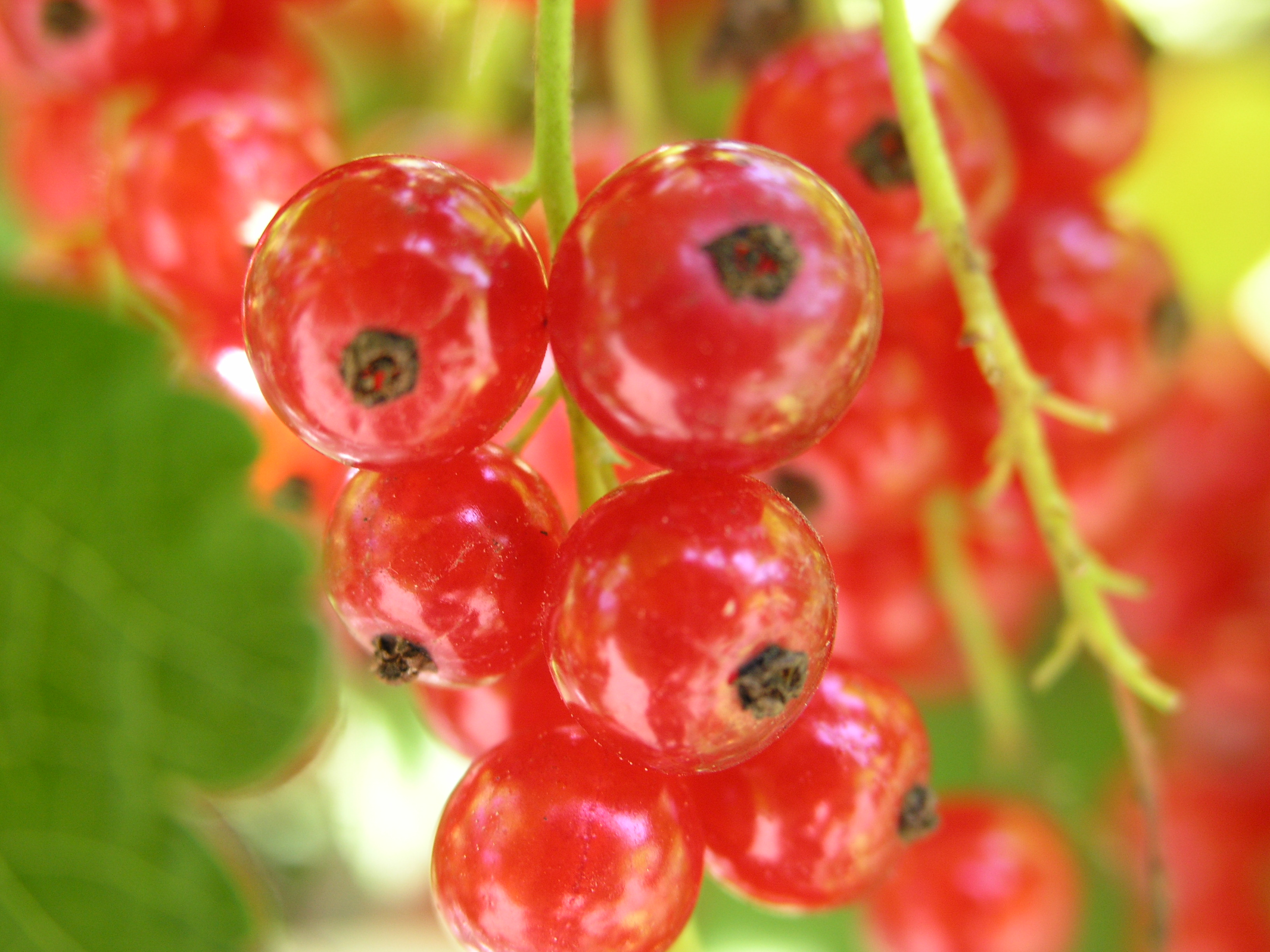
Die Rote Johannisbeere (Ribes rubrum) ist im Gegensatz etwa zu Erdbeeren eine Beere auch im botanischen Sinn

Als Beere oder Beerenfrucht (von mittelhochdeutsch bër) gilt in der Botanik eine aus einem einzigen Fruchtknoten hervorgegangene Schließfrucht, bei der die komplette Fruchtwand (Perikarp) auch noch bei der Reife saftig oder mindestens fleischig ist.
Traditionell und umgangssprachlich ist der Begriff anders belegt und wird üblicherweise für kleine, süße Früchte verwendet, das Beerenobst.

## Beschreibung

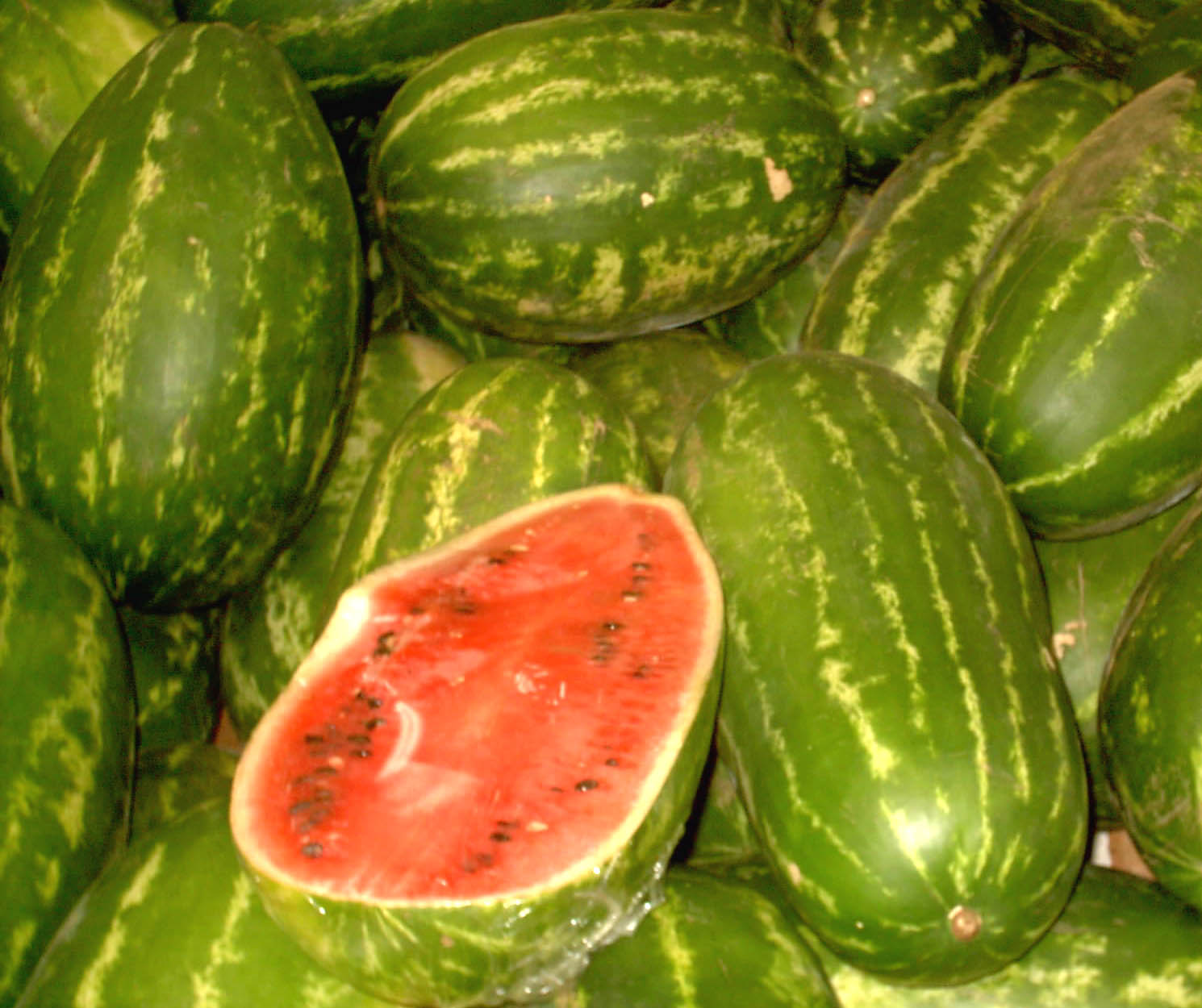
Wassermelonen sind Panzerbeeren

Die Beere ist oft rundlich und kräftig gefärbt. Meist ist sie vielsamig, enthält also mehr als einen Samen.
Ist die Außenschicht hart, ledrig wie etwa beim Kürbis, bei den Zitrusfrüchten oder bei Gurken, so spricht man auch von einer Panzerbeere. Besitzt die Blüte mehrere Fruchtknoten, von denen jeder eine beerenartige Frucht ausbildet, so entsteht eine Sammelbeere.
Ein Hesperidium bzw. eine Endokarpbeere ist die Bezeichnung für eine fleischige, spezielle Beerenfrucht, mit einem Endokarp, welches das Fruchtfleisch bildet, mit einer festen, ledrigen Schale, darum ist es aber auch eine Panzerbeere.

## Beispiele
Zu den Beeren zählen unter anderem Bananen, Heidelbeere, Zitrusfrüchte (z. B. Zitrone, Orange), Datteln, Melonen, Kiwis, Papayas, die Früchte vieler Nachtschattengewächse (z. B. Paprika, Tomate, Tamarillo, Kartoffelpflanze, Aubergine, Schwarzer Nachtschatten, Bittersüßer Nachtschatten, Tollkirsche) und Avocados.
Die folgenden Früchte, die wegen ihrer äußeren Form und geringen Größe Beeren genannt werden, sind keine Beeren im Sinne der Botanik. Sie werden unter anderem als Beerenobst, Gewürze und als Basis für Getränke und Marmeladen genutzt:
- Erdbeere, eine Sammelnussfrucht
- Himbeere und Brombeere sind Sammelsteinfrüchte
- Boysenbeere und Loganbeere sind Kreuzungen aus Himbeere und Brombeere
- Holunderbeere, eine Steinfrucht
- Maulbeere, ein Achänen-Fruchtverband
- Vogelbeere, eine Apfelfrucht
- Wacholderbeeren sind Zapfen